# Mas del Molí Menut
El Mas del Molí Menut és una masia i molí del municipi de Talamanca (Bages) inclosa en l'Inventari del Patrimoni Arquitectònic de Catalunya.

## Descripció
És un molí dedicat antigament a la producció de farina i a la vinya, situat al costat de la riera de Talamanca. La casa presenta l'estructura típica del mas català, amb coberta de teules i murs de carreus. Cal destacar la porta adovellada i el rellotge de sol de la façana, realitzat amb la tècnica de l'esgrafiat per l'artista Ferdinandus (Ferran Serra i Sala), l'any 1969.

## Història
Durant la repoblació (segle xi), alguns colons s'agruparen a la sagrera, però la majoria es dispersà en masies petites i aïllades organitzant l'explotació del territori: cereals, horta i ramaderia (ovelles, porcs, aviram). A l'edat moderna, millores tècniques transformaren els petits masos medievals en grans unitats econòmiques: al primer pis, l'àrea productiva; al segon, la residència; i al tercer, el rebost. El Molí del Menut n'és un exemple de petites dimensions.
Un document de l'any 1266 ens parla de la venda d'un molí feta a l'abat del monestir de Sant Benet de Bages feta per Guillem de Singla del mas del Cingle. Al document no ens parla de l'emplaçament però segurament era a la riera de Talamanca.
Els afores del molí van ser l'escenari de la darrera victòria austriacista el 14 d'agost de 1714.